# یوشیه
یوشیه (به لاتین: Jošje) یک منطقهٔ مسکونی در بوسنی و هرزگوین است که در Kladanj واقع شده‌است.